# Laurent Vallet
Pour les articles homonymes, voir Vallet.
Laurent Vallet, né le 13 novembre 1969, est une personnalité de la culture et des médias.
Président de l'Institut national de l'audiovisuel (INA) depuis mai 2015, il est renommé à ce poste pour un nouveau mandat le 20 mai 2020 en conseil des ministres, Franck Riester étant ministre de la culture. Il est suspendu par Rachida Dati de ses fonctions le 12 août 2025, à la suite de son arrestation pour l'achat de produits stupéfiants. Il a dirigé auparavant l'Institut pour le financement du cinéma et des industries culturelles (IFCIC) pendant treize ans.

## Biographie
Diplômé de Sciences-Po Paris (1992, section Service Public) et de HEC (1991), Laurent Vallet est un ancien élève de l'ENA (promotion René Char). Il en sort en 1995 en tant qu'administrateur civil et intègre la direction générale du Trésor. En 1999, il est chargé de mission auprès du directeur financier de France Télévisions. En 2001 il intègre enfin le cabinet du ministre de l'Économie, Laurent Fabius, où il suit les dossiers de la culture, de l'audiovisuel et des entreprises de presse.
L'année suivante, il est nommé directeur général de l'Institut pour le financement du cinéma et des industries culturelles  (IFCIC), où il restera treize ans. En juin 2013, la ministre de la Culture, Aurélie Filippetti, le charge de rédiger un rapport sur les relations entre producteurs et chaînes de télévision.
En mars 2014, lors du départ de Mathieu Gallet pour Radio France, il se porte candidat à la présidence de l'Institut national de l'audiovisuel (INA). Agnès Saal lui est alors préférée. En avril 2015, cette dernière démissionne en raison du scandale provoqué par des accusations de détournement de fonds publics consécutives à la révélation des montants de ses notes de taxi directement facturées à l'INA, dont les frais s'élèvent à plus de 40 000 euros de courses privées. Laurent Vallet est alors nommé pour lui succéder par décret du 21 mai 2015. En 2020, il est reconduit dans ses fonctions sur proposition du ministre de la Culture, Franck Riester. Le 15 mai 2025, il est reconduit -cette fois sur proposition de la ministre de la Culture, Rachida Dati- pour un troisième mandat, d'une durée de 5 ans, lors du conseil des ministres.
Le 29 juillet 2025, Laurent Vallet est interpellé par la police parisienne après avoir acheté de la cocaïne pour un montant de 600 euros à un mineur de 17 ans, mandé à son domicile du 12e arrondissement de Paris,. Le 12 août 2025, il est suspendu de ses fonctions par la ministre de la Culture.

## Décorations
- Officier de l'ordre des Arts et des Lettres Il est promu officier le 17 janvier 2013[16], puis commandeur le 12 mars 2019[17].